# コドクの中のワタシ
『コドクの中のワタシ』（コドクのなかのワタシ）は、華々つぼみによる日本の漫画作品。芳文社の『まんがタイムきらら』2012年4月号から2015年5月号にかけて連載された。単行本は全3巻。話数の単位は『○○時間目（じかんめ）』。

## あらすじ
とある学校を舞台に異能者を集めた学校が舞台のSF作品。
女子高生の中野真由は転校初日にある者にいきなり拉致され、当初と別の学校に通わされることになった。そこで真由が通うことになったクラスは特殊な能力を持った者ばかりが集められた「特別クラス」だった…。その日から、現代の「コドク（蟲毒？）」に巻き込まれたごく普通の生徒である真由は、普通でない学校生活を送ることになった。

## 登場人物
中野 真由（なかの まゆ）
本作の主人公。特別な能力を持たないごく普通の生徒。いきなり拉致され異能者ばかり集められた特別クラスに「普通の人間」の代表として連れて行かれる。以来自分に体などについて隅々まで書かれた本を教材として使われ、勝手に私服を教室に持ち込まれてしまうなどなど振り回されることが多い。
委員長を決めることになった際、なかなか決まらない状況を見かねてまとめ役をすることになり、成り行きでクラスの学級委員長を務めることになった。
瑞歩の念力による失敗で自分のスカートを捲られる･下ろされる被害に遭い、後に瑞歩の発言から真由が「露出好きのヘンタイさん」と呼ばれていることが判明、野生化したミィに「いっつもスカートめくられて嬉しそうにしてる」と言われたこともある。
さらに、外では一切見せていなかったが「自分の部屋では大音量でアイドルのCDをかけ、鏡の前で踊る」「お風呂の中で読んだばかりの恋愛漫画の登場人物になりきって、一人二役をやること」を小柴先生に（映像付きで）暴露された。
神原 瑞歩（かんばら みずほ）
超能力を持つ生徒。天真爛漫で元気が売り。念力や透視、テレポートなど様々な能力を持ってはいるが、力の加減ができず失敗することが多い。学校近くにある研究施設の寮に住んでいる。
ミィ
ケモノ耳と尻尾を持つ生徒。
とあるジャングルの奥地で発見され、密猟者に捕まっていたところを組織に保護された。その頃は言葉もほとんど話せず、あまりに乱暴で手がつけられなかったことから、一度記憶と人格をリセットして新しく教育し直すことになった。だが、消したはずの野生が奥深くに残っていたのか多重人格ならぬ「多獣人格」な一面があり、動物と触れ合う等で昔の人格と入れ替わって野生化することがあり、そのときは態度や言葉使いが大きく変わる。小柴先生曰く、（真由のキス等で）人間らしさを感じさせると普段の性格に戻るとのこと。
なお、普段の性格に戻った際、昔の人格と入れ替わった間のことは覚えていない模様。
ブラド・リズ
吸血鬼。血が薄れており吸血鬼としての能力は全くと言っていい程持っていないが、未だに古いしきたりに縛られていて十字架や強い日差しに苦手意識を持っている。さらに優によれば、自分の血にすら悲鳴をあげていた･暗い方が怖い･隠し味にニンニクを入れたカレーを「おいしいおいしい」と発言していた模様で、吸血鬼らしさはない。満月の晩には（少しは）力が戻るが、普段より夜更かしができるようになる程度。
プライドが高いが幼馴染である優に振り回されることが多い。校内の一室に住んでいる。貧乏・貧血（血が嫌い）・貧乳の「3貧」だとのこと。
真由のことは、初対面時こそ「下等種族」と見下していたが、特に害はなさそうと判断し、しもべ扱いするなど素直ではないが態度は軟化している。
天内 優（あまない ゆう）
自称天使。しかし性格はドS。天使らしい面はほとんど見せていない。もともと陰陽師の一族であり、名家でもあるが実家を出て神社で住み込みをしている。エクソシスト的な仕事をしており（リズ曰く「腕は一流でも法外な料金を要求して、骨の髄までしゃぶりつくす」とのことだが、その詳細は不明）、その他シスターの仕事もしている模様。
リズの実験参加が決まった後、自ら研究に志願した。
寝起きが悪い模様で、特に夜中に起こした時は、小柴先生に頼まれて優を起こしたリズによれば「怒るとかじゃない」「あの時の優の様子といったら末代まで祟るっていきおいだった」とのこと。
ぐれ子
宇宙人。手から片手で最大10本の触手を出すことができる。理由は不明だが真由に一目ぼれし、ストーカー的な行動や瑞歩をくすぐって彼女の念力のコントロールを妨害、真由のパンツを脱がせるという行為に出たこともある。一瞬で着替えができ、散った桜の木を時計を使って満開に戻すなどの能力を持ち、首が折れても平然としており何事もなかったかのように直った。クラスの学級副委員長を務めている。
当初は名なしだったが、真由が「宇宙人＝グレイ」と連想して『ぐれ子』と名づけた。麗華に寄生している。
春日野 麗華（かすがの れいか）
ぐれ子の宿主。不治の病に冒されていたが、ぐれ子に肉体を提供し共生することで外を歩けるようになるまで回復した（その代わり、麗華として活動できる時間は限られている模様）。ぐれ子と同じく真由を好きになってしまった。実家は政財界に対して力を持っているほどの一族である。真由にとって一般人の友人。
ぐれ子が表にいる時も意識はあり、慣れてきたこともあって、ぐれ子との意思疎通も可能。都合が悪くなった時は緊急退避として、ぐれ子と入れ替わる。
初登場は12時間目であるが、(上記の事から)姿だけなら1時間目から『ぐれ子』として既に登場している。
SなのかMなのか分からない二面性を持つ。

小柴先生（こしばせんせい）
見た目は少女にしか見えない先生だが、実際に現役小学生である（ただし小学校へはあまり通っていない模様）。なぜ先生の役目をやっているのかは不明だが、責任感が強く、クラスのことを考えている。

## 書誌情報
- 華々つぼみ 『コドクの中のワタシ』 芳文社〈まんがタイムKRコミックス〉、全3巻
  1. 2013年6月11日第1刷発行、2013年5月27日発売 ISBN 978-4-8322-4306-4
  2. 2014年5月11日第1刷発行、2014年4月26日発売 ISBN 978-4-8322-4434-4
  3. 2015年6月11日第1刷発行、2015年5月27日発売 ISBN 978-4-8322-4571-6